# San Gerónimo de Guayabal (khu tự quản)
San Gerónimo de Guayabal là một khu tự quản thuộc bang Guárico, Venezuela. Thủ phủ của khu tự quản San Gerónimo de Guayabal đóng tại Guayabal. Khự tự quản San Gerónimo de Guayabal có diện tích 4357 km2, dân số theo điều tra dân số ngày 21 tháng 10 năm 2001 là 17753 người.